# Myrothamnaceae
Myrothamnaceae is een botanische naam, voor een familie van tweezaadlobbige planten. Een familie onder deze naam wordt algemeen erkend door systemen voor plantentaxonomie, en ook door het APG-systeem (1998).
In het APG II-systeem (2003) is er de keuze tussen hetzij het erkennen van deze familie, hetzij het invoegen van deze planten in de familie Gunneraceae.
Het gaat om een heel kleine familie, die voorkomt in Afrika (en Madagaskar).
In het Cronquist-systeem (1981) werd de familie ingedeeld in de orde Hamamelidales; het Wettstein-systeem (1935) twijfelde tussen een plaatsing daar of in de Rosales.